# Marian Turkowski

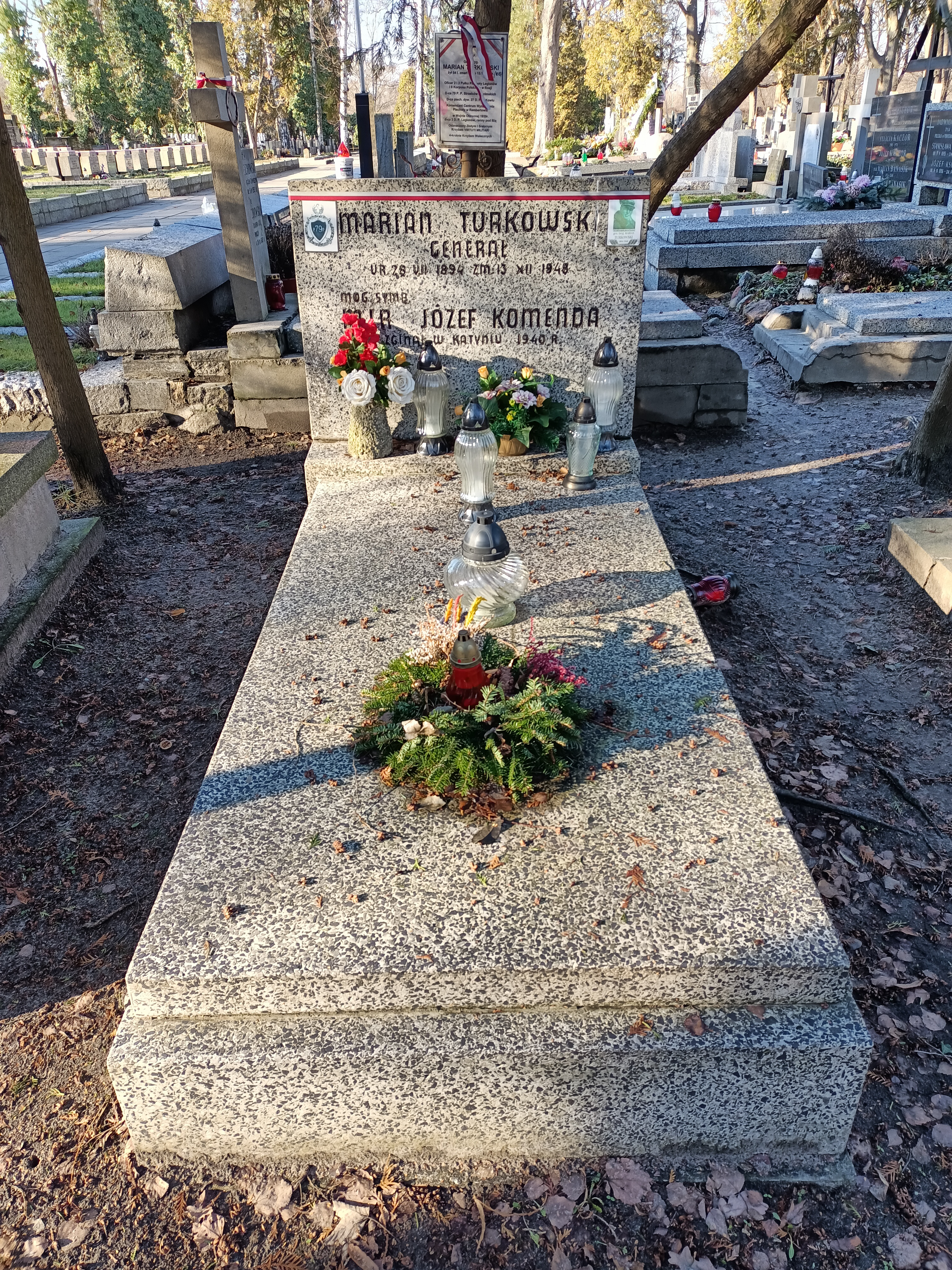
Grób Mariana Turkowskiego na Cmentarzu Wojskowym na Powązkach

Marian Turkowski (ur. 28 lipca 1894 w Wojakowej, zm. 13 grudnia 1948 w Warszawie) – generał brygady Wojska Polskiego, działacz niepodległościowy, kawaler Orderu Virtuti Militari.

## Życiorys
Urodził się 28 lipca 1894 w Wojakowej, w ówczesnym powiecie brzeskim Królestwa Galicji i Lodomerii, w rodzinie Wincentego, kondyktora, i Zofii z Piechników. Ukończył szkołę ludową w Iwkowej, a w czerwcu 1913 zakończył naukę w c. k. Gimnazjum w Bochni, złożonym egzaminem dojrzałości. Do klasy VIIIB uczęszczał między innymi z Zygmuntem Bierowskim i Leopoldem Ślizowskim. W grudniu 1912 wstąpił do Związku Strzeleckiego. Ukończył kurs podoficerski „Strzelca” i w sierpniu 1913 wziął udział w szkole letniej w Stróży. W roku akademickim 1913/1914 ukończył dwa semestry na Wydziale Prawa Uniwersytetu Jagiellońskiego.
Po wybuchu I wojny światowej w 1914 wstąpił do Legionów Polskich. Żołnierz 2, potem 3 pułku piechoty. 18 stycznia 1915 został mianowany chorążym, a 25 czerwca tego roku podporucznikiem w piechocie. 5 lipca 1916 został ranny w bitwie pod Kostiuchnówką i dostał się do niewoli rosyjskiej. W 1917 uciekł z niewoli do Moskwy, gdzie pracował w Związku Piłsudczyków. W lipcu 1918 został aresztowany w Wołogdzie i osadzony w moskiewskim więzieniu Butyrki. W grudniu tego roku został uwolniony w drodze wymiany i wrócił do Polski.
16 stycznia 1919 został przyjęty z dniem 1 stycznia 1919 do Wojska Polskiego z byłych Legionów Polskich, z zatwierdzeniem posiadanego stopnia porucznika i 22 stycznia 1919 przydzielony do Białostockiego Pułku Strzelców na stanowisko dowódcy batalionu. 1 grudnia 1919 został mianowany kapitanem w piechocie z dniem 1 grudnia 1919. Wziął udział w wojnie z bolszewikami, jako dowódca Białostockiego Pułku Strzelców, który 12 października 1921 został przemianowany na 79 pułk piechoty. Dostał się do niewoli litewskiej. 15 lipca 1920 został zatwierdzony z dniem 1 kwietnia 1920 w stopniu majora, w piechocie, w grupie oficerów byłych Legionów Polskich.
Po zakończeniu działań wojennych pozostał w wojsku jako oficer zawodowy i przez kolejnych 13 lat dowodził 79 pułkiem piechoty w Słonimiu. W tym czasie, 3 maja 1922 został zweryfikowany w stopniu majora ze starszeństwem od 1 czerwca 1919 i 332. lokatą w korpusie oficerów piechoty, 9 września 1924 prezydent RP nadał mu stopień podpułkownika ze starszeństwem z dnia 1 lipca 1923 i 85. lokatą w korpusie oficerów piechoty, a 1 stycznia 1929 prezydent RP nadał mu stopień pułkownika z dniem 1 stycznia 1929 i 21. lokatą w korpusie oficerów piechoty. W Rembertowie ukończył kurs dowódców pułków (1922) i kurs dowódców piechoty dywizyjnej (1928).
W lipcu 1933 został mianowany dowódcą piechoty dywizyjnej 27 Dywizji Piechoty w Kowlu, a w październiku 1935 komendantem Centrum Wyszkolenia Piechoty w Rembertowie. W 1936 został wiceprezesem Stowarzyszenia Bochniaków (prezesem został płk Tadeusz Jakubowski, drugim wiceprezesem ppłk Leopold Okulicki). 5 maja 1938 został mianowany dowódcą 3 Dywizji Piechoty Legionów w Zamościu. W tym samym roku dowodził akcją niszczenia cerkwi prawosławnych na Lubelszczyźnie.
W kampanii wrześniowej dowodził 3 Dywizją Piechoty Legionów. 8 września w bitwie pod Iłżą został ranny i dostał się do niewoli niemieckiej. Po wyjściu ze szpitala trafił do Oflagu VII A Murnau. 30 kwietnia 1945 uwolniony przez armię amerykańską, pozostał w Polskim Ośrodku Wojskowym Murnau do 20 sierpnia tego roku.
Po uwolnieniu z niewoli w 1945 wrócił do kraju i został przyjęty do Wojska Polskiego. Od 14 września 1945 pełnił obowiązki szefa Wydziału Szkół Oficerskich Departamentu Piechoty i Kawalerii Ministerstwa Obrony Narodowej, a od 10 sierpnia 1946 szefa tegoż departamentu. W tym samym roku został awansowany na stopień generała brygady. Od 14 lipca 1947 do 10 września 1948 dowodził 7 Łużycką Dywizją Piechoty w Bytomiu. 30 września 1948 został przeniesiony w stan spoczynku.
Zmarł 13 grudnia 1948 w Warszawie i został pochowany na Cmentarzu Wojskowym na Powązkach (kwatera A 22-Tuje-5).

## Ordery i odznaczenia
- Krzyż Srebrny Orderu Wojskowego Virtuti Militari nr 4273 – 1922[30]
- Krzyż Niepodległości – 12 maja 1931 „za pracę w dziele odzyskania Niepodległości”[31][32]
- Krzyż Oficerski Orderu Odrodzenia Polski – 9 listopada 1931 „za zasługi na polu organizacji i wyszkolenia wojska”[33][34]
- Order Krzyża Grunwaldu III klasy[28]
- Krzyż Walecznych[a] po raz pierwszy i drugi – 1921[37]
- Krzyż Walecznych po raz pierwszy[b] – 1921 „za męstwo i odwagę wykazane w bitwie Kaniowskiej w składzie b. II Korpusu Wschodniego w dniu 11.5.18 r.”[38]
- Krzyż Walecznych po raz drugi, trzeci i czwarty – 1923 „za czyny orężne w bojach b. 3 pp Leg. Pol.”[39]
- Złoty Krzyż Zasługi[c] po raz pierwszy – 16 marca 1928 „za zasługi na polu organizacji i wyszkolenia wojska”[41][42] i 10 listopada 1928 „w uznaniu zasług położonych na polu pracy w poszczególnych działach wojskowości”[43][44]
- Złoty Krzyż Zasługi po raz drugi – 13 maja 1933 „za zasługi na polu obrony przeciwlotniczej i przeciwgazowej”[45][46]
- Medal Pamiątkowy za Wojnę 1918–1921[47]
- Medal Dziesięciolecia Odzyskanej Niepodległości[47]
- Odznaka za Rany i Kontuzje z jedną gwiazdką[47]
- Krzyż Komandorski II klasy szwedzkiego Orderu Królewskiego Miecza – 11 listopada 1937[48]
- Medal Zwycięstwa – 12 grudnia 1921[49][50]